# 2022 en sport automobile
2020 en sport automobile - 2021 en sport automobile - 2022 en sport automobile - 2023 en sport automobile - 2024 en sport automobile

## Événements par mois

### Janvier
- x

### Février
- x

### Mars
- x

### Avril
- x

### Mai
- x

### Juin
- 11 et 12 juin : 24 Heures du Mans 2022.

### Juillet
- x

### Août
- x

### Septembre
- x

### Octobre
- x

### Novembre
- x

### Décembre
- x